# Tarantisme

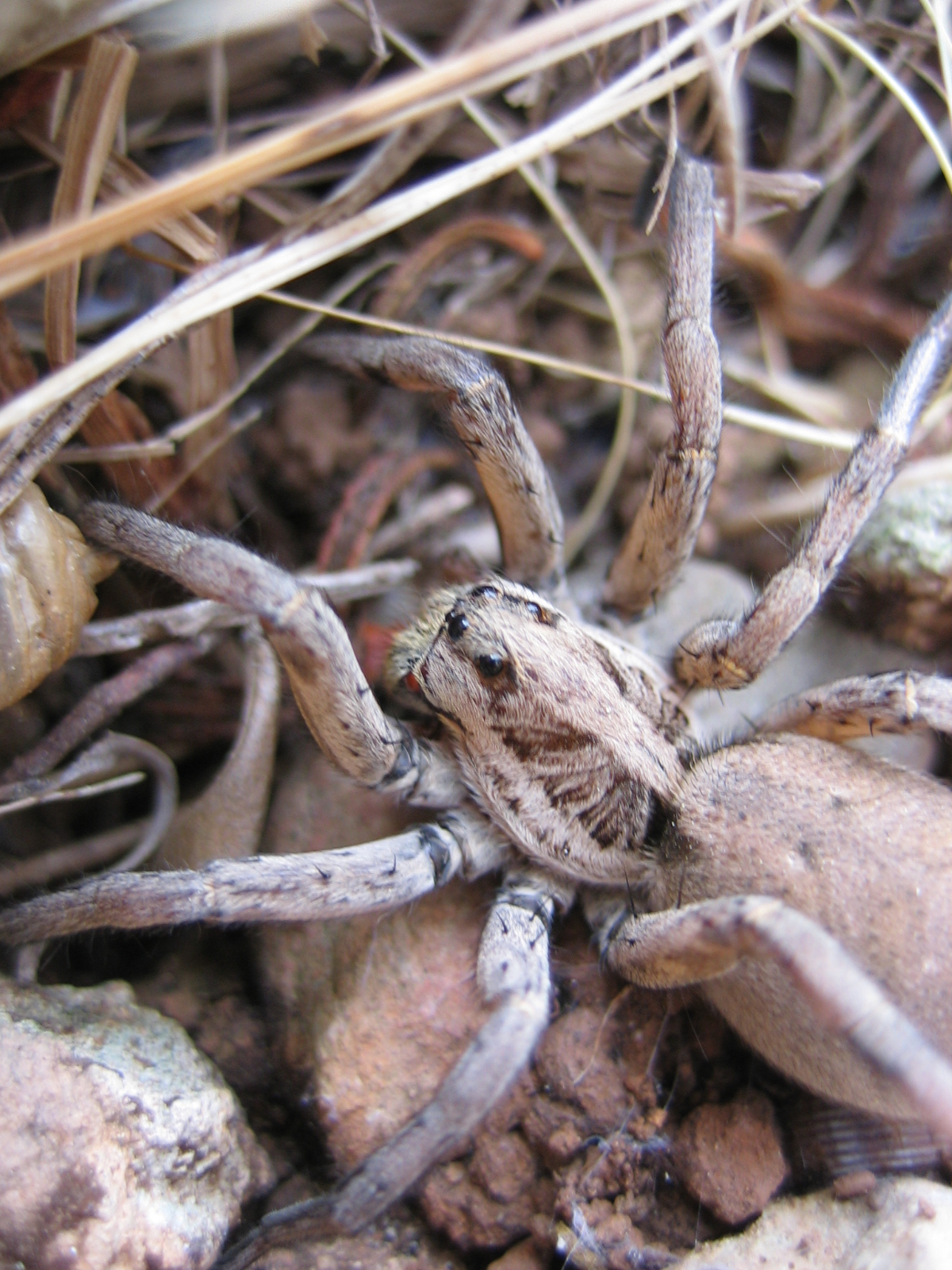
Lycosa tarentula aranya, segons la creença popular, provocadora del tarantisme.

El tarantisme o tarantolisme és considerat un fenomen histèric convulsiu, provinent de l'antiga cultura popular. Amb base en alguna creença de la Itàlia meridional, seria provocat per la mossegada d'una aranya nomenada Taràntula -probablement del nom fa referència a la ciutat de Tàrent i el seu territori, fins i tot avui, està present la tarantola mediterrània.

## Història
El tarantisme comportaria una condició de malestar general i una simptomatologia psiquiàtrica semblant a l'epilèpsia. Els símptomes serien ofuscació de l'estat de consciència i torbació emocional, molt relacionats amb els de la coreomania. El seu brot més antic conegut va ser al segle xiii, i l'únic antídot conegut va ser ballar amb una música especial per separar el verí de la sang.
Una de les primeres mencions d'un animal amb el nom de taràntula, es troba a la Storia delle Spedizioni Gerusalemme d'Alberto Equense, on s'informa que l'exèrcit que es trobava acampat al costat del riu Eleutheros (ara Nahr el-Kebir, a Síria) va patir molt pel turment de la picadura de la «Tarante». L'ambigüitat del nom sembla haver enganyat també les primeres comunitats científiques, i la demostració d'això és el fet que Carl von Linné, en la classificació d'espècies vivents de 1758 que es va convertir en el model per a la nomenclatura binomial en ús avui dia, va atribuir aquest nom tant a un rèptil -Tarentola mauritanica, el dragó comú mediterrani, tanmateix, inofensiu- com una aranya (Lycosa tarentula). El tractat De venenis del florentí Cristoforo degli Onesti (segona meitat del segle XIV) conté un capítol, De morsu tarantulae que segons l'historiador Ernesto De Martino, sembla la primera referència al tarantisme com a síndrome d'intoxicació a causa de la picadura d'un animal.

## Llegenda

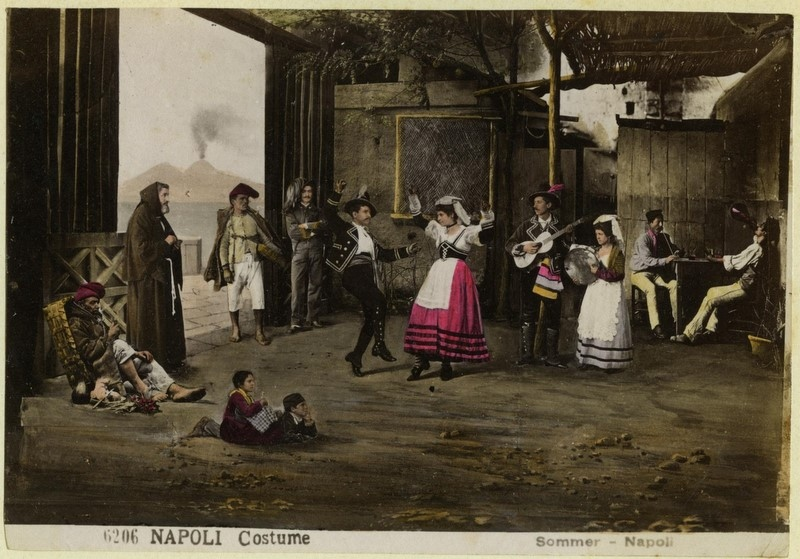
Tarantel·la ball que segons la creença popular guaria el tarantisme.

Segons la llegenda la picada o mossegada de la taràntula era considerada tan greu que calia organitzar una tarantel·la, una dansa napolitana de moviment frenètic que es ballava al sud d'Itàlia ja en el segle xiv, per tal d'aconseguir el guariment de la persona. Una empremta d'aquesta conseqüència es pot trobar avui dia en el lèxic italià, a una expressió com Ti ha morso la tarantola? (T'ha mossegat la taràntula?) que s'utilitza per cridar l'atenció a una persona especialment inquieta.